# Cotesia taprobanae
Cotesia taprobanae är en stekelart som först beskrevs av Cameron 1897.  Cotesia taprobanae ingår i släktet Cotesia och familjen bracksteklar. Inga underarter finns listade i Catalogue of Life.